# Junge Leute in der Stadt
Junge Leute in der Stadt ist ein Film der DEFA von Karl Heinz Lotz aus dem Jahr 1985 nach dem gleichnamigen Roman von Rudolf Braune aus dem Jahr 1932.

## Handlung
Emanuel, ein junger Mann, hängt während der Weltwirtschaftskrise, Ende der zwanziger Jahre, vor einem Berliner Bahnhof herum, wo die Taxis eine Biege machen, um dann langsam in der Schlange nachzurücken, während ihre Chauffeure auf ein günstiges Geschäft hoffen. Die Fahrer beachten ihren arbeitslosen Kollegen kaum. Auf seine Frage, wenigstens eine Runde drehen zu dürfen, ein müdes Abwinken. Endlich lässt ihn einer ans Steuer, aber nur, damit das Auto nicht ohne Aufsicht ist, während der Fahrer im Laufschritt ein Pissoir aufsucht. Seit zwei Jahren ist er nun arbeitslos und beschließt wieder aufs Land, zu seinen Eltern zu ziehen. Vor der Abreise möchte er wenigstens noch einmal durch Berlin fahren. Sein Freund, der Taxifahrer Fritz, leiht ihm sein Taxi, hat er doch auch Probleme, nämlich wegen seiner Verlobten Frieda. Diese arbeitet in einem Warenhaus und wird von ihrem Chef ständig sexuell erpresst.
Emanuel hat Glück. Am Bahnhof kommt eine Balletttruppe an, die nach mehreren auswärtigen Auftritten nun wieder in einem Berliner Hotel arbeiten kann. Zwei dieser Tänzerinnen möchten nun von ihm nach Hause gefahren werden. Am Zielort angekommen, stellen die Mädchen fest, dass Susi ihren Koffer am Bahnhof vergessen hat und somit die Fahrt nicht bezahlen kann. Emanuel braucht aber das Geld, da er die Fahrt bei Fritz abrechnen muss. Er schließt die Mädchen in seiner Wohnung ein und will den Koffer holen. Diesen bekommt er aber beim Fundbüro nicht ausgehändigt. So lässt er die Tänzerinnen wieder frei und hofft auf die Auszahlung seines Arbeitslosengeldes, um seine Schulden zu bezahlen. An der Auszahlungsstelle kommt es durch die Überheblichkeit der Beamten zu Krawall. Ein Überfallkommando der Polizei, soll Ordnung in diese Demonstration bringen. Dabei wird ein Polizist durch einen großen Dolch ernsthaft verletzt. Emanuel, der in der Nähe steht, wird verdächtigt den Stich ausgeführt zu haben und flieht.
Der Polizist Korn will Gerda, die mit Susi eine Wohnung bewohnt, heiraten. Gerda liebt ihn zwar nicht, aber ein Beamter ist in dieser Zeit eine sichere Angelegenheit. Auf dem Revier angekommen, behauptet er, Emanuel beim Zustechen gesehen zu haben. Ein Zeuge, der das Gegenteil behauptet, wird selbst in die Mangel genommen, so dass er seine Aussage zurückzieht. Auf Grund seiner Behauptung wird dem Polizisten Korn eine Beförderung in Aussicht gestellt. Am Abend geht er in die Revue um sich Gerda in der Show anzusehen. Auch Emanuel ist hier, hinter der Bühne, da er sich in Susi ein wenig verliebt hat. Er will ihr auch sagen, dass er in Berlin bleiben wird. Durch den Unfall eines Taxifahrers ist eine Stelle in dem Unternehmen freigeworden, so dass er am nächsten Tag dort anfangen kann.
Auch Frieda befindet sich in dem Hotel, kämpft mit sich und ihrem Chef, der hier ein Zimmer für die Nacht genommen hat. Sie flieht sogar aus dem Haus. Im Hoteleingang stehend, wird sie von ihrem Verlobten gesehen, der aber weiter fährt. Um die Arbeitsstelle zu behalten, geht Frieda aber zurück zu Reinhardt ins Zimmer und gibt sich ihm hin.
Emanuel wird von der Bühne verwiesen, da er dort nichts zu suchen hat. Im Saal angekommen, wird er von dem Polizisten Korn erkannt und nach einer kurzen Verfolgung von ihm festgenommen. Zur gleichen Zeit wird Susi einem der Gäste zugelost, der somit eine Nacht mit ihr gewonnen hat. Auf der Straße können sich Susi, im Auto ihres Gewinners und Emanuel, im Polizeiauto, noch kurz beim Abfahren zuwinken.

## Produktion
Junge Leute in der Stadt wurde von der Künstlerischen Arbeitsgruppe „Berlin“ unter dem Arbeitstitel „Kinder der Großstadt“ auf ORWO-Color gedreht und hatte am 21. November 1985 im Berliner Kino International Premiere. Die Erstausstrahlung im 1. Programm des Fernsehen der DDR erfolgte am 9. April 1987. Es wird sehr viel zeitgenössisches Dokumentarfilmmaterial verwendet, man kann sagen, integriert. Der Film entstand unter Mitarbeit des Filmstudios Barrandov.

## Kritik
Im Sonntag findet Fred Gehler, dass der Film ein Lob für die richtigen Dinge, Zuspruch und Ermutigung für seinen stilistischen Ehrgeiz, verdient. Günter Sobe fand in der Berliner Zeitung, dass die „große“ Geschichte die kleinen Schicksale tangiert, meist schemenhaft, manchmal unmissverständlich. Interessante und intelligente Milieuaufarbeitung, ein Sittenbild. In der Neuen Zeit schreibt Klaus M. Fiedler nach der Premiere: Erzählt werden Alltagsgeschichten von Menschen, die auf der Schattenseite dieser „goldenen Jahre“ leben. Die Handlung ist sparsam, scheint vor allem auf die Hoffnungen, Befürchtungen, Ahnungen der jungen Leute eingehen zu wollen.

## Auszeichnungen
- 1987: Filmfestival Max Ophüls Preis, Saarbrücken – Preis der Interfilm-Jury